# Ewa Chramiec
Ewa Chramiec, z domu Myszkowska (ur. 4 grudnia 1934, zm. 2 marca 2013 w Sopocie) – polska żeglarka, dwukrotna mistrzyni Polski kobiet w kl. Finn.
Karierę żeglarską zaczynała w latach 50-XX wieku, we Wrocławiu, startując w regatach razem z Teresą Dudzic. Do jej największych sukcesów należy dwukrotne mistrzostwo Polski kobiet w klasie Finn, w latach 1965 i 1966. Startowała wówczas w barwach YK "Stal" Gdynia.  
Żona prof. Jerzego Chramca, wykładowcy Politechniki Gdańskiej. Kuzynkami jej męża były znane żeglarki Teresa Remiszewska-Damsz – prekursorka samotnego kobiecego żeglarstwa w Polsce i Krystyna Remiszewska. Po zakończeniu kariery sportowej zajęła się prowadzeniem domu i wychowaniem dzieci. 
Pochowana na Cmentarzu Komunalnym w Sopocie.